# Шимонка
Шимонка (пол. Szymonka, нім. Schimonken) — село в Польщі, у гміні Рин Гіжицького повіту Вармінсько-Мазурського воєводства.
Населення — 159 осіб (2011).

## Демографія
Демографічна структура станом на 31 березня 2011 року:
|          | Загалом | Допрацездатний вік | Працездатний вік | Постпрацездатний вік |
| -------- | ------- | ------------------ | ---------------- | -------------------- |
| Чоловіки | 78      | 11                 | 59               | 8                    |
| Жінки    | 81      | 14                 | 41               | 26                   |
| Разом    | 159     | 25                 | 100              | 34                   |